# مصاحبه

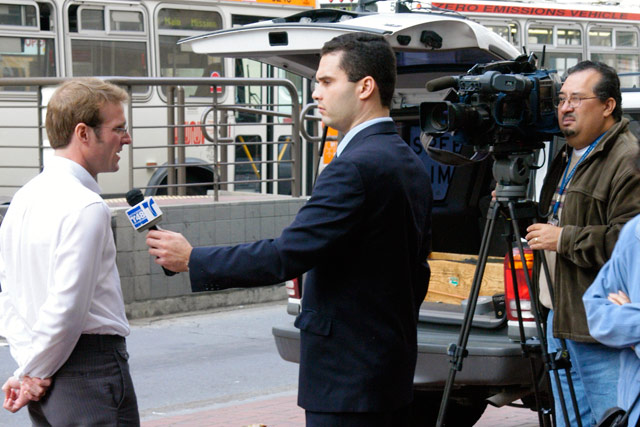
یک مصاحبه

مصاحبه، گفت‌وگوی میان دو یا چند نفر (دست‌کم مصاحبه‌کننده و مصاحبه‌شونده) که در آن پرسش‌هایی توسط مصاحبه‌کننده از مصاحبه‌شونده پرسیده می‌شود. مصاحبه، اصل و قاعده روزنامه‌نگاری و رسانه است ولی در موقعیت‌های دیگری نیز کاربرد دارد.

## انواع مصاحبه
انواع مصاحبه عبارت‌اند از:
- مصاحبه خبری: ساده‌ترین نوع مصاحبه است و مصاحبه‌کننده سعی دارد تا اطلاعاتی جمع‌آوری کند و مصاحبه‌شونده نیز مایل است که این اطلاعات را در اختیار او بگذارد.
- مصاحبه تحلیلی: هدف از این نوع مصاحبه، جمع‌بندی و تفسیر جریان‌های مختلف و قرار دادن آن‌ها در یک مفهوم گسترده‌تر تاریخی یا سیاسی است.
- مصاحبه کاری
- مصاحبه تحصیلی

## انواع پرسش در مصاحبه

### پرسش‌های باز
پرسش‌های باز پرسش‌هایی هستند که به مصاحبه‌شونده اجازه می‌دهند که هر طور که می‌خواهد و در هر مدّت زمانی که می‌خواهد، به پرسش‌ها پاسخ دهد. به بیان دیگر، به مصاحبه‌شونده اجازه داده می‌شود که پاسخ را خود انتخاب کند و از دید زمانی نیز محدود نمی‌شود. این پرسش‌ها زمانی مناسب هستند که تحلیلگر می‌خواهد وارد جزئیات و ژرفای مطلب شود؛ بنابراین، برای گرفتن اطلاعات ژرف و تفصیلی از پرسش‌های باز استفاده می‌شود.

### پرسش‌های بسته
در پرسش‌های بسته، پاسخ‌ها به دست مصاحبه‌گر از پیش تعیین می‌شود. این روش مصاحبه زمانی مناسب است که خواسته شود اطلاعاتی دقیق و معتبر گردآوری شود. این روش زمانی کاراست که مصاحبه‌کننده مهارت کمی در مصاحبه داشته باشد؛ چرا که پرسش‌ها از پیش تعیین شده و در اختیار مصاحبه‌شونده قرار می‌گیرد.